# Bataille de Mâcon
Guerre de la Sixième Coalition
Batailles
Campagne de Russie (1812)
- Liste des batailles
- Mir
- Moguilev
- Ostrovno
- Vitebsk
- Kliastitsy
- Smolensk
- 1re Polotsk
- Valoutina Gora
- Moskova
- Moscou
- Winkowo
- 2e Polotsk
- Maloïaroslavets
- Gorodnia
- Czaśniki
- Viazma
- Smoliani
- Krasnoï
- Bérézina

Campagne d'Allemagne (1813)
- Dantzig
- Lunebourg
- Möckern
- Lützen
- Bautzen
- Reichenbach
- Haynau
- Luckau
- Hoyerswerda
- Lauenbourg
- Goldberg
- Gross Beeren
- Katzbach
- Dresde
- Kulm
- Dennewitz
- Peterswalde
- Liebertwolkwitz
- Leipzig
- Hanau
- Sehested
- Torgau
- Hambourg

Campagne de France (1814)
- Sainte-Croix-en-Plaine
- Besançon
- Mayence
- Metz
- Saint-Avold
- 1re Saint-Dizier
- Brienne
- La Rothière
- Campagne des Six-Jours (Champaubert
- Montmirail
- Château-Thierry
- Vauchamps)
- Mormant
- Montereau
- Bar-sur-Aube
- Saint-Julien
- Laubressel
- Berry-au-Bac
- Craonne
- Coutures
- Laon
- Soissons
- Mâcon
- Reims
- Saint-Georges-de-Reneins
- Limonest
- Arcis-sur-Aube
- Fère-Champenoise
- 2e Saint-Dizier
- Meaux
- Claye
- Villeparisis
- Paris

- Feistritz
- Caldiero (en)
- Trieste
- Mincio

- Hoogstraten (de)
- Anvers
- Berg-op-Zoom
- Courtrai

La bataille de Mâcon est une bataille de la campagne de France lors de la guerre de la Sixième Coalition livrée le 11 mars 1814 près de Mâcon. Elle voit la victoire d'un corps autrichien dirigé par Frédéric Bianchi, duc de Casalanza, sur une division française dirigée par Louis François Félix Musnier.

## Déroulement
Alors que Napoléon combat contre les principales armées alliées du prince Karl Philipp von Schwarzenberg et Gebhard Leberecht von Blücher à l'est de Paris, une offensive est menée au sud-est, près de Lyon, par le prince Frédéric de Hesse-Hombourg. En janvier 1814, les Autrichiens envahissent une grande partie de la  Bourgogne mais à la mi-février les forces françaises renforcées par le maréchal Pierre Augereau montent une contre-offensive. Alarmé par la menace qui pèse sur ses lignes d'approvisionnement, le feld-maréchal Schwarzenberg envoie d'importants renforts au prince de Hesse-Homburg.
Augereau ordonne au général Musnier d'attaquer Mâcon. Celui-ci découvre que l'ennemi est beaucoup plus fort qu'il ne le pensait. Les Français connaissent un succès initial mais leur infériorité numérique conduit à leur défaite. Hesse-Homburg se dirige rapidement vers le sud en direction de Lyon.